# Borzsák István
Borzsák István (Monor, 1914. december 24. – Budapest, 2007. december 9.) Széchenyi-díjas magyar klasszika-filológus, ókortudós, egyetemi tanár, a Magyar Tudományos Akadémia rendes tagja. A római irodalom nemzetközileg is elismert kutatója.

## Életpályája
Az elemi iskolát szülővárosában végezte, nehéz körülmények között a bevonuló román hadsereg lovai károkat okoztak az épületben. 1924-ben Budapestre került a Lónyay Utcai Református Gimnáziumba, ahol Áprily Lajos volt a filozófiatanára. 1932-ben érettségizett, majd beiratkozott a Királyi Magyar Pázmány Péter Tudományegyetem görög–latin–német szakára, ahol 1936-ban szerzett bölcsészdoktori címet, illetve 1937-ben görög–latin–német szakos tanári diplomát. Egyetemi évei alatt tagja, majd 1939-ig szeniora volt az Eötvös Collegiumnak, amelynek különös jelentőséget tulajdonított.) Emellett Tübingenben és Berlinben volt cserediák. Mesterei Alföldi András és Kerényi Károly voltak.
1940-től középiskolai tanárként dolgozott, eközben 1941-ben egyetemi magántanári címet szerzett. A második világháború során légvédelmi tüzérként vett részt a harcokban, amelynek során 1945-ben szovjet hadifogságba esett. 1947-ben tért csak haza. Az itt szerzett orosztudásának köszönhetően szabadulása után a Magyar–Szovjet Baráti Társaság kiadójának lett lektora. Rövid gimnáziumi tanítás után a Pázmány Péter Tudományegyetem Latin Intézetében oktatott, majd az egyetem Eötvös Loránd Tudományegyetemmé történt átszervezése után a klasszika-filológiai tanszék oktatója lett. 1953-ban az ókori egyetemes történelem tanszékre került át, ahol egyetemi docensi rangban tanszékvezetői megbízást kapott. Egy évvel később vette át egyetemi tanári kinevezését.
Az 1956-os forradalom során az ELTE Bölcsészettudományi Kar oktatói forradalmi bizottságának volt a tagja. Emiatt az 1957-es megtorlások során eltávolították az egyetemről, így egy ideig munkanélküli volt. Az Egyetemi Könyvtárban tudott könyvtárosként elhelyezkedni. Az 1963-as általános amnesztia után a debreceni Kossuth Lajos Tudományegyetem klasszika-filológia tanszékének vezetője lett, egyetemi tanári beosztásban. 1978-ban visszatért az ELTE-re, ahol a latin tanszék vezetésével bízták meg. 1986-ig volt tanszékvezető, majd professor emeritusi címet kapott.
1952-ben védte meg a nyelvtudományok (klasszika-filológia) kandidátusi, 1965-ben akadémiai doktori értekezését. Az MTA Klasszika-Filológiai Bizottságának lett tagja. 1982-ben megválasztották a Magyar Tudományos Akadémia levelező, 1987-ben pedig rendes tagjává. 1990 és 1995 között a Könyv- és Folyóiratkiadó Bizottságot, 1995 és 1998 között a Tudományetikai Bizottságot vezette. A Római Latin Akadémia (1973) és a Göttingeni Tudományos Akadémia (1990) is felvette tagjai sorába.
1965 és 1978 között az Acta Classica Universitatis Scientiarum Debreceniensis című tudományos szakfolyóirat szerkesztője volt, emellett az Antik Tanulmányok felelős szerkesztői tisztségét is viselte.

## Munkássága
Fő kutatási területe a római irodalom volt, kiemelkedő fontosságúak Horatiusról, a római történetírásról, különösen Tacitusról szóló munkái, de foglalkozott középkori latin filológiával is. Számottevő volt műfordítói és szövegkiadói tevékenysége. Bölcsészdoktori disszertációja németül is megjelent különböző szakfolyóiratokban, amely felkeltette a nemzetközi klasszika-filológiai szakma érdeklődését. Horatius és Tacitus kritikai kiadásai a nagyon magas nemzetközi rangot jelentő lipcsei Teubner-cég kiadványsorozatában jelentek meg.
Jelentős eredményeket ért el az ókori művelődés továbbélésének, például a Nagy Sándor-hagyomány kutatása terén is. Szövegkiadásaiból, ókori szerzők szövegeihez írt tudós kommentárjaiból egyetemi hallgatók és tudós kollégák egyaránt tanultak. Oktatói munkája is jelentős: az ókortudomány területén a 20. század második felében, illetve a 21. században kutatók tudósok többsége Borzsák tanítványai voltak. Legendásak voltak verselemző szemináriumai, előadásai.

## Emlékezete

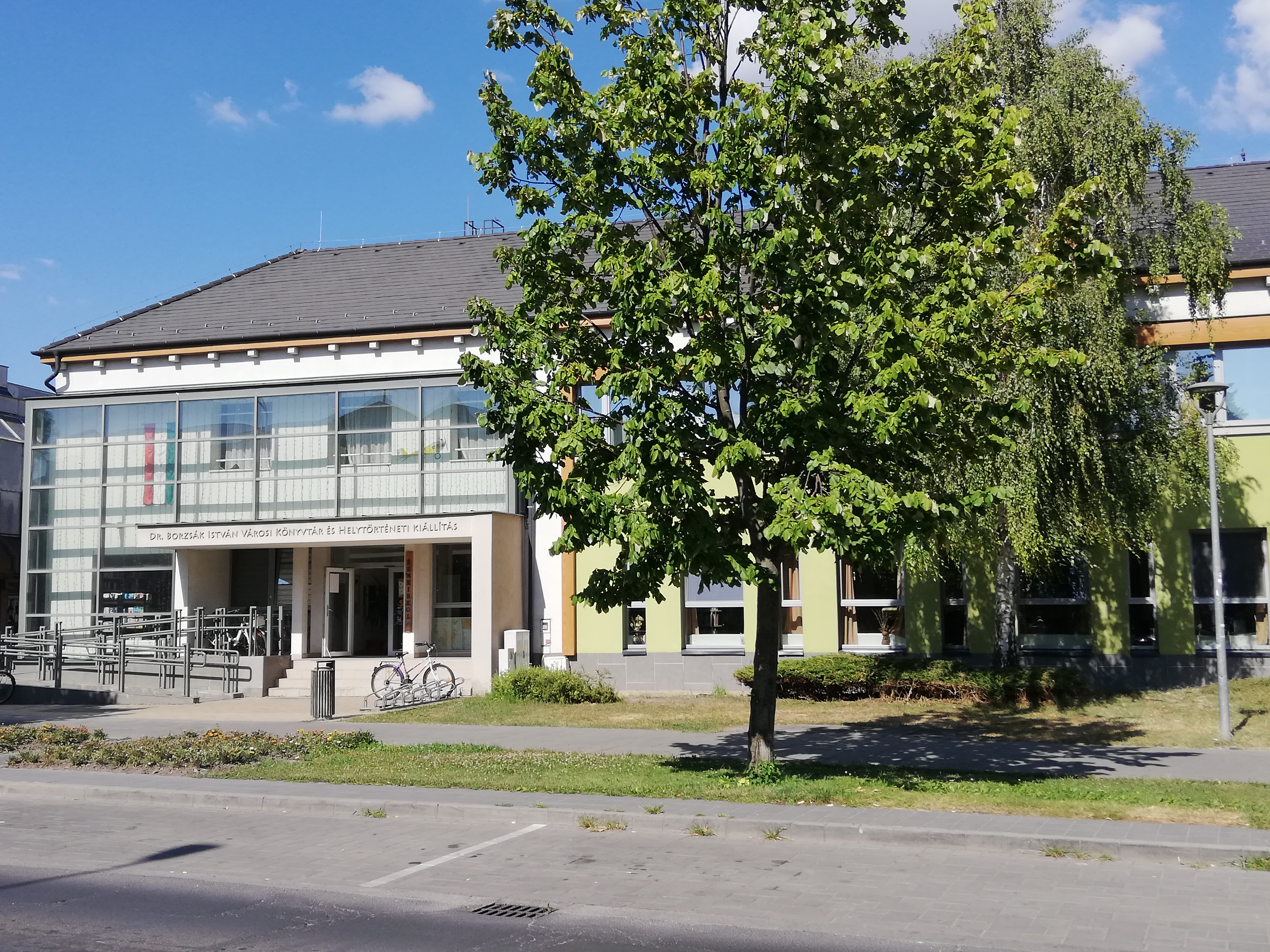
Monor, a Dr. Borzsák István Városi Könyvtár és Helytörténeti Gyűjtemény épülete

- Az ő nevét viseli Monor városi könyvtára és helytörténeti gyűjteménye.

## Díjai, elismerései
- Akadémiai Díj (1971)
- Széchenyi-díj (1993) – Kiemelkedő jelentőségű kultúrtörténeti munkásságáért, a nemzetközi ókortudomány (ezen belül a római irodalom, történetírás és költészet) terén kifejtett, több évtizedes tudományos tevékenységéért, életművéért.
- Herder-díj (1994)
- Akadémiai Aranyérem (1996)
- Arany János Közalapítvány nagydíja (2001)
- Magyar Örökség díj (2002)
- az ELTE, a Debreceni Egyetem, a Károli Gáspár Református Egyetem és a Heidelbergi Egyetem díszdoktora

## Főbb publikációi
- Magyarország földje a régi görög irodalom tükrében. Egy fejezet az antik felfedezéstörténetből; Dunántúl, Pécs, 1936 (Pannonia-könyvtár, 23.)
- Az ókori világ ismeretei Magyarország földjéről. Die Kenntnisse des Altertums über das Karpatenbecken; Harrassowitz, Leipzig [Lipcse], 1936 (Dissertationes Pannonicae, I. 6.)
- Martialis, a római öntudat költője; Egyetemi Nyomda, Bp., 1939
- A latin nyelv szelleme; Parthenon–Franklin, Bp., 1942 (Parthenon-tanulmányok)
- Borzsák István: A római irodalom története; in: A világirodalom története I., szerk. Zolnai Béla; Új Idők Irodalmi Intézet, Bp., 1944 (A művelődés könyvtára, 17.)
- A római irodalom története (Budapest, 1944)
- A magyar klasszika-filológiai irodalom bibliográfiája. 1926-1950. Bibliographia philologiae classicae in Hungaria; Akadémiai, Bp., 1952
- Budai Ézsaiás és klasszika-filológiánk kezdetei; Akadémiai, Bp., 1955
- A görög-római színjátszás; in: Az európai dráma és színjátszás tizenöt évszázada; Népművelési Intézet, Bp., 1958 (Színjátszó akadémia, 1-3.)
- Az antikvitás XVI. századi képe. Bornemisza-tanulmányok; Akadémiai, Bp., 1960
- Tacitus; vál. és bev. Borzsák István, ford. Borzsák István, Szabó Árpád; Gondolat, Bp., 1961 (Aurora)
- Quintus Horatius Flaccus összes versei. Opera omnia Horatii; szerk., bev., utószó Borzsák István, ford. Devecseri Gábor, jegyz. Szepessy Tibor, Borzsák István; Corvina, Bp., 1961 (Kétnyelvű klasszikusok)
- Ernst Doblhofer: Jelek és csodák. Letünt írások és nyelvek megfejtése; ford. Borzsák István, utószó Hahn István; Gondolat, Bp., 1962
- Siegfried Oertwig: Elsüllyedt városok. Kirándulás a régészet birodalmába; ford. Borzsák István; Gondolat, Bp., 1963
- Szamosközy István: Erdély története; vál., bev., jegyz. Sinkovics István, ford. Borzsák István; Magyar Helikon, Bp., 1963 (Monumenta Hungarica)
- Bernhard Jacobi: Templomok és paloták. Séta elsüllyedt városokon keresztül; ford. Borzsák István; Gondolat, Bp., 1966
- A görög irodalom világa; összeáll., bev., jegyz. Borzsák István; Gondolat, Bp., 1966 (Európai antológia. Görögország)
- Die Kenntnisse des Altertums über das Karpatenbecken. Az ókori világ ismeretei Magyarország földjéről; s. n., Bp., 1966 (Dissertationes Pannonicae Musei Nationalis Hungarici. Series I., Ser. 1. Fasc. 6.)
- Tacitus összes művei 1-2.; ford. Borzsák István, jegyz. Zsolt Angéla; Magyar Helikon–Európa, Bp., 1970 (Bibliotheca classica)
- Ábel Jenő; Akadémiai, Bp., 1981 (A múlt magyar tudósai, 10.)
- A Báthoriak kora; vál., sajtó alá rend., utószó Sebes Katalin, ford. Szilágyi János, Novák József, Borzsák István; Szépirodalmi, Bp., 1982 (Olcsó könyvtár, 869.)
- Forgách Ferenc: Emlékirat Magyarország állapotáról Ferdinánd, János, Miksa királysága és II. János erdélyi fejedelemsége alatt; szöveggond., utószó Kulcsár Péter, ford. Borzsák István; Szépirodalmi, Bp., 1982 (Olcsó könyvtár, 862.)
- A Nagy Sándor-hagyomány Magyarországon. Akadémiai székfoglaló. 1983. január 24.; Akadémiai, Bp., 1984 (Értekezések, emlékezések)
- Q. Horatius Flaccus: Opera; szerk. Stephanus Borzsák; Teubner, Leipzig, 1984 (Bibliotheca scriptorum Graecorum et Romanorum Teubneriana)
- A római történeti hagyomány kialakulása. Akadémiai székfoglaló. 1988. január 28.; Akadémiai, Bp., 1990 (Értekezések, emlékezések)
- Kell-e a latin?; összeáll. Borzsák István; Gondolat, Bp., 1990
- Régi magyar iskolai Georgica-fordítás; közzéteszi Borzsák István, Kecskeméti Gábor; Magyar Nyelvtudományi Társaság, Bp., 1993 (A Magyar Nyelvtudományi Társaság kiadványai, 199.)
- Dragma. Válogatott tanulmányok I–VI.; Telosz, Bp. 1994–2006
- Eine Handvoll. Ausgewählte kleine Schriften von István Borzsák; Akadémiai, Bp., 1999